# Lustro prądowe

Lustro prądowe zbudowane z tranzystorów bipolarnych.

Lustro prądowe (układ powielania prądu) to układ elektroniczny, którego zadaniem jest wymuszanie w gałęzi obwodu elektrycznego prądu o natężeniu takim samym jak prąd odniesienia.
W praktycznych realizacjach natężenie powielanego prądu nie jest dokładnie równe prądowi odniesienia, stąd też lustro prądowe charakteryzuje bezwymiarowy współczynnik powielania, którego wartość jest bardzo bliska jedności.
Lustra prądowe wykonywane są zazwyczaj w formie układów scalonych. Układy te znajdują zastosowanie m.in. jako obciążenie aktywne w stopniach wejściowych (różnicowych) wzmacniaczy operacyjnych.